# Brachicoma devia
Brachicoma devia är en tvåvingeart som först beskrevs av Fallen 1820.  Brachicoma devia ingår i släktet Brachicoma och familjen köttflugor. Arten är reproducerande i Sverige. Inga underarter finns listade i Catalogue of Life.